# Glocke Genouillé (Charente-Maritime)

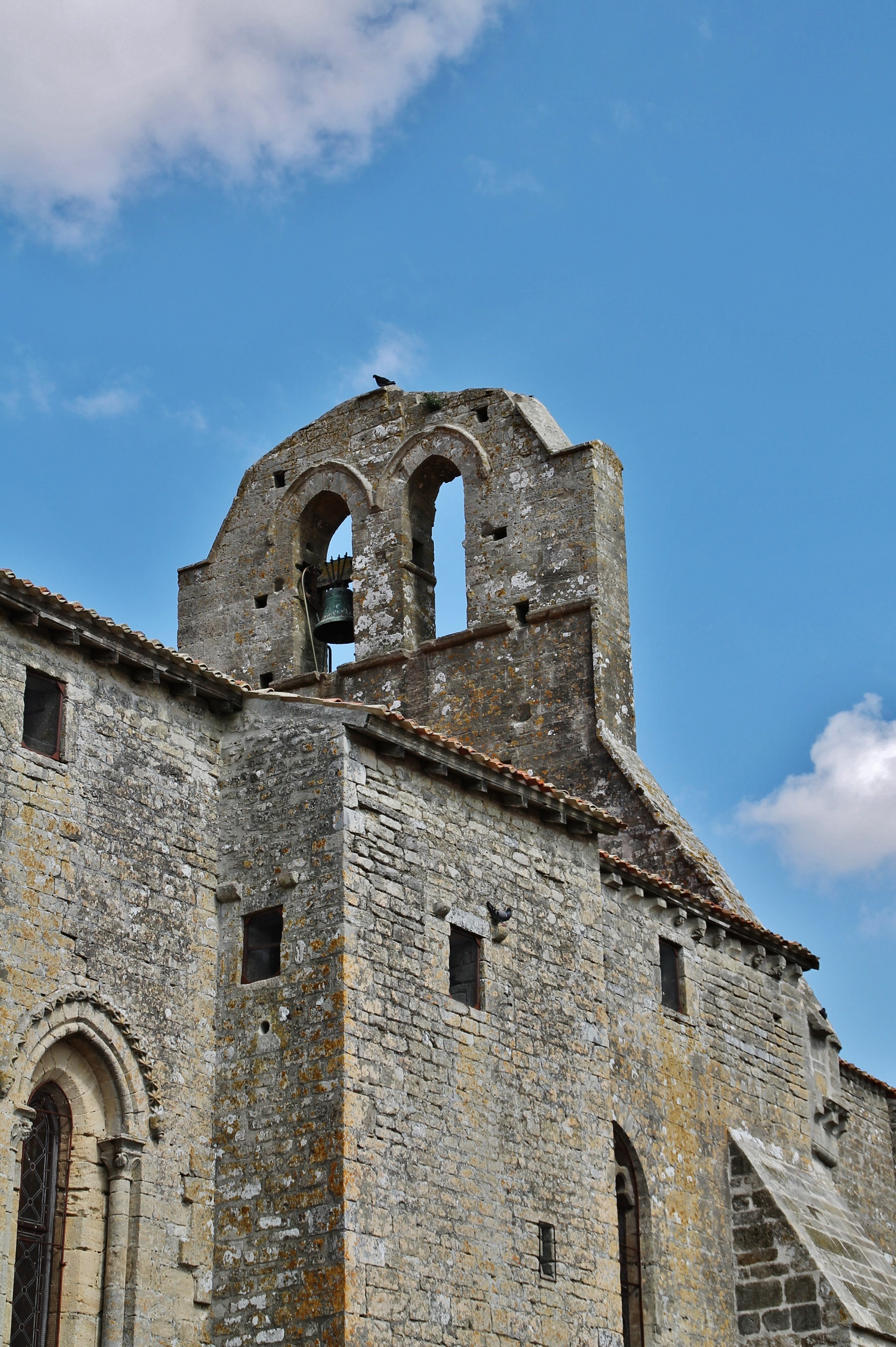
Glocke in der Kirche Notre-Dame

Die Glocke in der Kirche Notre-Dame in Genouillé, einer französischen Gemeinde im Département Charente-Maritime der Region Nouvelle-Aquitaine, wurde 1767 gegossen. Die Kirchenglocke aus Bronze ist seit 1942 als Monument historique klassifiziert. 
Sie trägt folgende Inschrift: „L’AN 1767 J’AI ETE BENITE SOUS L’INVOCATION DE ST FRANÇOIS PAR MGR JACQUES DE CRESSAC, EVEQUE CHANOINE DE L’EGLISE DE POITIERS, VICAIRE GENERAL DE LOUIS MARTIAL DE BEAUPOIL EVEQUE DU DIT LIEU. J’AI EU POUR PARRAIN MGR FRANÇOIS HUBERT T IRLAND SEIGNEUR DE BAZOGES PREULLY ET POUR MARRAINE DAMOISELLE MARIE LOUISE PUPILLE CLILON FIEF CLAIRET ET AUTRES LIEUX, FILLE DE FEU SEIGNEUR HUBERT T IRLAND ET DE MAGUIRE MADELEINE IRLAND. FRERE JEAN JOSEPH AUBIN SUPERIEUR. C GUICHARD FONDEUR“.